# Перемотово
Перемотово (укр. Перемотове) — село,
Пристенский сельский совет,
Купянский район,
Харьковская область, Украина.
На карте 1977 года указано население 0,01 тыс. человек.
Село ликвидировано в 1987 году.

## Географическое положение
Село Перемотово находилось на склонах балки Грицекова в 2-х км от села Сенек.